# Aníbal Godoy
Aníbal Godoy (Panama-Stad, 10 februari 1990) is een Panamees voetballer.

## Clubcarrière
Godoy begon zijn professionele carrière in eigen land bij Chepo FC. Tussen 2013 en 2015 speelde hij voor Honved Boedapest. Daarna maakte hij de overstap naar de San Jose Earthquakes.

## Interlandcarrière
Sinds 2010 speelt hij voor het Panamees voetbalelftal waarmee hij al viermaal aanwezig was op de CONCACAF Gold Cup. Godoy maakte eveneens deel uit van de Panamese selectie, die in 2018 onder leiding van de Colombiaanse bondscoach Hernán Darío Gómez debuteerde bij een WK-eindronde. De ploeg uit Midden-Amerika, als derde geëindigde in de CONCACAF-kwalificatiezone, was in Rusland ingedeeld in groep G en verloor van achtereenvolgens België (0-3), Engeland (1-6) en Tunesië (1-2). Godoy kwam in alle drie de groepswedstrijden in actie voor zijn vaderland.
1 Penedo ·
2 Murillo ·
3 Cummings ·
4 Escobar ·
5 R. Torres  ·
6 G. Gómez ·
7 Pérez ·
8 Bárcenas ·
9 G. Torres ·
10 Díaz ·
11 Cooper ·
12 Calderón ·
13 Machado ·
14 Pimentel ·
15 Davis ·
16 Arroyo ·
17 Ovalle ·
18 Tejada ·
19 Ávila ·
20 Godoy ·
21 J. Rodríguez ·
22 A. Rodríguez ·
23 Baloy ·
Coach: H. Gómez